# Monako na Letnich Igrzyskach Olimpijskich 2016
Monako na Letnich Igrzyskach Olimpijskich 2016 w Rio de Janeiro reprezentowało trzech zawodników. Był to 20. start reprezentacji Monako na letnich igrzyskach olimpijskich.

## Skład reprezentacji

### Gimnastyka
| Zawodnik       | Konkurencja                    | Eliminacje | Eliminacje | Eliminacje | Eliminacje | Eliminacje | Eliminacje | Eliminacje | Eliminacje | Finał | Finał | Finał | Finał | Finał | Finał | Finał | Finał   | Pozycja |
| Zawodnik       | Konkurencja                    | F          | PH         | R          | V          | PB         | HB         | Wynik      | Miejsce    | F     | PH    | R     | V     | PB    | HB    | Wynik | Miejsce | Pozycja |
| -------------- | ------------------------------ | ---------- | ---------- | ---------- | ---------- | ---------- | ---------- | ---------- | ---------- | ----- | ----- | ----- | ----- | ----- | ----- | ----- | ------- | ------- |
| Kevin Crovetto | wielobój indywidualny mężczyzn | 12.858     | 11.800     | 12.866     | 13.166     | 12.700     | 12.666     | 76.056     | 49.        | NQ    | NQ    | NQ    | NQ    | NQ    | NQ    | NQ    | NQ      | 49.     |

### Judo
| Zawodnik      | Konkurencja     | 1/16                       | 1/8              | Ćwierćfinały     | Półfinały        | Repesaż 1        | Repesaż 2        | Repesaż 3        | Finał            | Pozycja |
| Zawodnik      | Konkurencja     | Przeciwnik Wynik           | Przeciwnik Wynik | Przeciwnik Wynik | Przeciwnik Wynik | Przeciwnik Wynik | Przeciwnik Wynik | Przeciwnik Wynik | Przeciwnik Wynik | Pozycja |
| ------------- | --------------- | -------------------------- | ---------------- | ---------------- | ---------------- | ---------------- | ---------------- | ---------------- | ---------------- | ------- |
| Yann Siccardi | -60 kg mężczyzn | Naohisa Takato P 000 - 101 | NQ               | NQ               | NQ               | NQ               | NQ               | NQ               | NQ               | 17.-32. |

### Lekkoatletyka
| Zawodnik   | Konkurencja            | Eliminacje | Eliminacje | Półfinał | Półfinał | Finał | Finał   | Pozycja |
| Zawodnik   | Konkurencja            | Czas       | Miejsce    | Czas     | Miejsce  | Czas  | Miejsce | Pozycja |
| ---------- | ---------------------- | ---------- | ---------- | -------- | -------- | ----- | ------- | ------- |
| Brice Etès | Bieg na 800 m mężczyzn | 1:50,40    | 48.        | NQ       | NQ       | NQ    | NQ      | 48.     |